# Апрель 2012 года

Список событий апреля 2012 года.

## События
- 1 апреля
  - В Москве прошла акция «Белая площадь» в рамках кампании протестов против фальсификаций на выборах. Участники с белыми лентами пытались пройти на Красную площадь, но были остановлены полицией. Более 20 человек были задержаны[1].
  - В Мьянме прошли довыборы 45 депутатов парламента страны. Впервые с 1990 года в них участвовала основная оппозиционная сила — Национальная лига за демократию[2], которая и получила большинство (43) мест[3].
  - В Мали повстанцы-туареги захватили город Томбукту на севере страны[4].
  - Новый Комиссар Совета Европы по правам человека Нилс Муйжниекс вступил в должность[5].
  - Хайрат эль-Шатер выдвинут на пост президента Египта от партии свободы и справедливости — крупнейшей партии страны[6].
- 2 апреля
  - Вступил в должность новый президент Сенегала Маки Саль[7].
  - Президент Венгрии Пал Шмитт подал в отставку после того как был уличен в плагиате при написании докторской диссертации[8].
  - В Тюменской области при взлёте упал пассажирский самолет ATR-72 авиакомпании ЮТэйр, выполнявший рейс Тюмень — Сургут; 31 человек погиб, 12 пострадали[9].
  - Иракские власти потребовали от Катара экстрадиции вице-президента Ирака Тарика аль-Хашеми[10].
  - Пожар в башне «Восток» комплекса «Федерация» в Московском Деловом центре «Москва-Сити»[11].
  - Армения и Гренада установили дипломатические отношения[12].
  - Государства-члены ЭКОВАС объявили о немедленном вступлении в силу ряда санкций против Мали, а также потребовали от военных в течение 72 часов передать власть гражданскому правительству[13].
- 3 апреля
  - Западная Африка ввела санкции в отношении правительства Мали[14].
  - Правительство Японии продлило действие санкции против КНДР[15].
  - Беспорядки произошли у посольства Великобритании в Аргентине[16].
  - Жертвами урагана в Японии стали 4 человека, десятки раненых[17].
  - В Токио из-за урагана приостановлено авиа и железнодорожное сообщения[17] .
  - Жертвами стрельбы в колледже в Окленде (США) стали 7 человек, около 10 раненых[18].
  - Лёгкий самолёт врезался в торговый центр во Флориде, есть пострадавшие[19].
  - Абдул Мбайе назначен новым премьер-министром Сенегала[20].
  - Сергей Солнечников стал посмертно Героем Российской Федерации.[21].
  - Астрофизики нашли первую пару образовавшихся делением экзопланет[22].
- 4 апреля
  - Президент Словакии Иван Гашпарович официально назначил новое правительство страны во главе с премьер-министром Робертом Фицо[23].
  - Президент Сербии Борис Тадич официально объявил о своей отставке ради необходимости усиления позиции возглавляемой им Демократической партии на парламентских выборах, а также досрочных президентских выборов назначенных на 6 мая[24].
  - Президент Дмитрий Медведев отправил в отставку губернатора Мурманской области Дмитрия Владимировича Дмитриенко. И. о. губернатора назначена первый вице-спикер областной думы Марина Ковтун[25].
  - В результате взрыва террориста-смертника в Национальном театре в Могадишо погибли 10 человек, в том числе президент Национального олимпийского комитета Сомали Аден Ябароу Виш и глава Футбольной федерации страны Саид Мохамед Нур[26].
  - Армия Южного Судана сбила истребитель МиГ-29, принадлежащий суданской армии[27].
  - Белоруссия и Центральноафриканская Республика установили дипломатические отношения[28].
  - В Мали повстанцы-туареги, захватившие северо-запад страны, объявили о прекращении военных операций в одностороннем порядке[29].
  - NASA ракетой-носителем Delta IV запустило разведывательный спутник NROL-25[30].
- 5 апреля
  - Президент Малави Бингу ва Мутарика скончался после сердечного приступа[31][32].
  - Московская областная Дума единогласно наделила Сергея Шойгу полномочиями губернатора Подмосковья[33].
  - Федеральный суд в Нью-Йорке приговорил российского гражданина Виктора Бута к двадцати пяти годам тюремного заключения[34].
  - Латвия и Эритрея установили дипломатические отношения[35].
- 6 апреля
  - Шолбан Кара-оол вступил в должность главы Тувы[36].
  - Крушение истребителя F-16 в городе Вирджиния-Бич (США), пострадало 6 человек[37].
  - Россия и ЕС договорились о совместной миссии на Марс[38].
  - Повстанческое «Национальное движение за освобождение Азавада» (НДОА) объявило о независимости северной части Мали[39].
  - Грузия вышла из договора «Открытое небо» с Россией[40].
- 7 апреля
  - На севере Турции обрушился мост, 15 человек пропали без вести[41].
  - Джойс Банда приняла присягу в качестве президента Малави[42].
  - Военная хунта Мали передала власть спикеру парламента Дионкунде Траоре[43].
- 8 апреля
  - Во Франции официально стартовала предвыборная кампания[44].
  - В честь столетия гибели «Титаника» по его маршруту отправилось круизное судно «Балморал»[45].
  - Взрыв возле церкви на севере Нигерии, 38 погибших[46].
  - Свергнутый военными президент Мали Амаду Тумани Туре официально подал в отставку[47].
  - В Южной Осетии состоялся второй тур президентских выборов[48]. Победу одержал бывший глава республиканского комитета госбезопасности Леонид Тибилов.
  - 135 пакистанских солдат погибли под лавиной в районе ледника Сиачен[49]. Из-под снега извлекли тела 30 погибших[50].
  - В московском концертном зале «Крокус Сити Холл» прошла XXV церемония вручения кинематографической премии «Ника». Статуэтку за лучшую режиссуру получил Андрей Звягинцев за фильм «Елена», лучшим российским фильмом 2012 года признали ленту «Жила-была одна баба»[51].
  - Американский игрок Бабба Уотсон стал победителем чемпионата по гольфу «Мастерс»[52].
- 9 апреля
  - Facebook купил приложение Instagram за 1 млрд. долларов США[53]
  - В Египте завершена регистрация кандидатов в президенты[54].
  - Иран подтвердил намерение возобновить переговоры по ядерной программе с «шестёркой» международных посредников[55].
  - Взрыв на рынке в центре Сомали, 11 погибших[56].
  - Президент Зимбабве Роберт Мугабе госпитализирован в одну из клиник Сингапура в критическом состоянии[57].
  - Виктор Назаров наделен полномочиями губернатора Омской области[58].
- 10 апреля
  - Норвежский террорист Андерс Брейвик признан вменяемым[59].
  - В провинции Герат (Афганистан) в результате теракта погибло 20 человек[60].
  - В Красноярске родился миллионный житель[61].
  - Microsoft прекратила основную поддержку операционной системы Windows Vista[62].
- 11 апреля
  - Премьер-министр Греции Лукас Пападимос объявил о роспуске парламента и проведении досрочных парламентских выборов 6 мая[63].
  - В Пхеньяне состоялась IV конференция Трудовой партии Кореи. На ней, в частности, лидер КНДР Ким Чен Ын был избран Первым секретарём ЦК ТПК и председателем ЦВК ТПК[64].
  - В Южной Корее прошли парламентские выборы. Правящая консервативная партия «Сэнури» одержала победу получив 152 из 300 мест в парламенте[65].
  - Судан обвинил Южный Судан в захвате[англ.] крупнейшего нефтяного месторождения[66].
  - Западнее Суматры произошло землетрясение магнитудой 8,6[67]. Объявлена угроза цунами.
  - Отменён режим КТО в Назрановском районе Ингушетии, действовавший с марта 2010 года[68].
- 12 апреля
  - Следствие по делу Уитни Хьюстон окончено, в её смерти не было выявлено криминальной составляющей[69].
  - Переворот в Гвинее-Бисау. Военные взяли под контроль столицу и штурмовали резиденцию премьер-министра страны. Арестованы и. о. президента Раймунду Перейра и бывший премьер-министр Карлуш Гомеш Жуниор[70][71].
  - Вступил в действие план прекращения насилия в Сирии, предложенный спецпосланником ООН и Лиги арабских стран (ЛАГ) Кофи Аннаном[72].
  - Состоялась стыковка моста через пролив Босфор Восточный во Владивостоке[73].
  - Временный президент Мали Дионкунда Траоре приведён к присяге[74].
  - Бомбардировщики суданских ВВС нанесли удар по городу Бантио, расположенному в Южном Судане[75].
- 13 апреля
  - Прибыль Google в первом квартале выросла на 61 %[76].
  - Британский премьер-министр Дэвид Кэмерон совершил визит в Мьянму, став первым британским премьер-министром, посетившим эту страну[77].
  - Президент Дмитрий Медведев отправил в отставку губернатора Костромской области Игоря Слюняева. Временно исполняющим обязанности назначен Сергей Ситников[78].
  - Марина Ковтун утверждена губернатором Мурманской области[79].
  - Запуск в КНДР ракеты-носителя «Ынха-3» с искусственным спутником «Кванмёнсон-3» завершился неудачей. Обломки ракеты-носителя и спутника упали в море менее чем через минуту полёта[80].
  - В Улан-Баторе арестован бывший президент Монголии Намбарын Энхбаяр[81].
  - Губернатор Кубани Александр Ткачев отправил в отставку все руководство Краснодарского края[82].
- 14 апреля
  - Совет Безопасности ООН одобрил резолюцию о направлении наблюдателей в Сирию[83].
  - В Стамбуле прошли переговоры по ядерной программе Ирана[84].
  - В городе Кветта (Пакистан) неизвестные убили 9 мусульман-шиитов[85].
  - Сборная Канады выиграла золотые медали женского чемпионата мира по хоккею, обыграв в финале команду США[86].
- 15 апреля
  - Пять человек стали жертвами торнадо в штате Оклахома (США), есть раненые[87].
  - В Италии из-за смерти футболиста Пьермарио Морозини отменены всё матчи[88].
  - В Великобритании впервые обнародованы страховые документы «Титаника»[89].
  - В Пхеньяне (КНДР) прошёл парад, посвященный 100-летию со дня рождения Ким Ир Сена, на котором Ким Чен Ын впервые выступил с публичной речью[90].
  - Шестой «Саммит Америк» завершился в колумбийской Картахене[91].
  - Серия терактов в Афганистане. Нападению талибов подверглись дипломатический квартал столицы, президентский дворец, здания парламента, миссии ООН, а также штаб-квартира Международных сил по содействию безопасности в Афганистане (ИСАФ)[92].
- 16 апреля
  - Президент Аргентины Кристина Киршнер объявила о планах национализировать контрольный пакет акций аргентинской нефтяной компании YPF, принадлежащий испанской Repsol[93].
  - Первая группа наблюдателей ООН приступила к работе в Сирии[94].
  - Обрушение фабрики в штате Пенджаб: из под завалов спасены 45 человек, 1 человек погиб[95].
  - В ходе боестолкновений в Кабуле убиты 32 мятежника[96].
  - Джим Ён Ким избран главой Всемирного банка[97].
  - В Осло начались судебные слушания над Андерсом Брейвиком, причастным к убийству 77 человек[98].
  - В Восточном Тиморе состоялся второй тур президентских выборов[99]. Президентом избран бывший министр обороны Жозе Мария де Васконселуш[100].
  - Китайский Центробанк расширил коридор колебания обменного курса юаня по отношению доллару США с 0,5 до 1 %[101].
  - Парламент Судана объявил соседний Южный Судан вражеским государством. Спикер парламента также призвал к свержению южносуданского правительства[102].
- 17 апреля
  - Президент России Дмитрий Медведев подписал указ о создании Общественного телевидения России (ОТР)[103].
  - Главой переходного правительства Мали назначен руководитель представительства компании «Майкрософт» на африканском континенте Модибо Диарра[104].
  - КНДР расторгла договорённость о приостановке ракетных и ядерных испытаний[105].
- 18 апреля
  - Премьер-министром ДР Конго стал министр финансов Огюстен Матата Поньо[106].
  - В столкновениях[англ.] на границе Судана и Южного Судана погибли 22 военнослужащих[107].
- 19 апреля
  - Мануэл Серифу Ньямаджу избран президентом переходного правительства Гвинеи-Бисау. Второй тур президентских выборов, назначенный на 29 апреля, отменён[108].
  - Леонид Тибилов вступил в должность президента Южной Осетии[109].
  - В Харькове начался новый процесс над Юлией Тимошенко[110].
  - В Токио стартовал командный чемпионат мира по фигурному катанию[111].
  - Индия, в рамках «Комплексной программы разработки управляемых ракет»[англ.], впервые испытала межконтинентальную баллистическую ракету «Агни-5»[112].
  - Серия терактов в Ираке. По меньшей мере 24 человека погибли и десятки пострадали в результате взрывов в Багдаде, Киркуке и Самарре[113].
  - Верховный суд РФ окончательно отменил решение о ликвидации Республиканской партии России и обязал Минюст восстановить её регистрацию[114][115].
  - В Афганистане потерпел крушение вертолёт армии США UH-60L. Четверо находящихся на борту военнослужащих погибли.[116].
- 20 апреля
  - Пассажирский Боинг-737 упал на жилые дома недалеко от аэропорта Исламабада. Погибли все 127 человек находившиеся на борту[117].
  - Президент Дмитрий Медведев подписал указ о досрочном прекращении полномочий губернатора Смоленской области Сергея Антуфьева. Исполняющим обязанности губернатора назначен Алексей Островский[118].
- 21 апреля
  - В Бахрейне перед стартом очередного этапа «Формулы-1» шиитские демонстранты устроили акции протеста, полиция применила слезоточивый газ, один человек погиб[119].
- 22 апреля
  - Во Франции прошёл первый тур президентских выборов[120]. Во второй тур вышли социалист Франсуа Олланд и действующий президент Николя Саркози[121].
  - В Москве в храме Христа Спасителя был отслужен молебен в защиту веры. В молебне принял участие патриарх Кирилл и около 50 тысяч верующих.[122]
  - Власти Южного Судана полностью вывели свои войска из спорного региона[англ.] Хеглиг на границе с Суданом. В результате конфликта погибло около 1,2 тысячи граждан Южного Судана[123][124].
  - Победителем гран-при Бахрейна «Формулы-1» стал двукратный чемпион мира Себастьян Феттель[125].
  - В Праге десятки тысяч человек приняли участие в антиправительственном марше, протестуя против планируемых мер жёсткой экономии[126].
  - Россия и Китай начали совместные военно-морские учения «Морское взаимодействие-2012»[127].
- 23 апреля
  - Премьер-министр Нидерландов Марк Рютте подал в отставку[128].
  - Израиль стал первым государством Ближнего Востока, для которого сервис Google Street View опубликовал панорамные снимки городов[129].
  - Лидер мьянмской оппозиции Аун Сан Су Чжи и члены её партии в парламенте бойкотировали первое заседание нижней палаты[130].
  - Египет разорвал соглашение о поставках газа в Израиль[131].
  - Грузия и Гайана установили дипломатические отношения[132].
- 24 апреля
  - Продлён на полгода запрет на деятельность Коммунистической партии Казахстана наложенный за участие в оппозиционном движении «Народный фронт»[133].
  - Председатель КНР Ху Цзиньтао призвал Судан и Южный Судан проявить сдержанность и отказаться от применения насилия в разрешении двусторонних конфликтов[англ.][134].
  - Испания приняла решение об отмене действия Шенгенского соглашения о свободном передвижении граждан между странами ЕС на период с 28 апреля по 4 мая в связи с проведением 3 мая в Барселоне заседания руководства Европейского центрального банка[135].
  - Ракета-носитель Протон-М, стартовав с космодрома Байконур, вывела на орбиту коммуникационный спутник ЯСат-1Б[136].
- 25 апреля
  - Государственная дума одобрила в третьем чтении закон о возвращении прямых выборов губернаторов, отмененный в 2005 году. Окончательно закон вступит в силу 1 июня 2012 года после одобрения Советом Федерации и подписания президентом[137].
  - Премьер-министр Мали Модибо Диарра сформировал новое правительство страны[138].
- 26 апреля
  - Премьер-министр Иордании Аун аль-Хасауна ушёл в отставку. Король Абдалла II поручил сформировать новое правительство экс-премьеру, шефу канцелярии королевского двора Файезу аль-Таравне[139].
  - Samsung отобрала у Nokia статус крупнейшего в мире производителя мобильных телефонов, удерживаемый финской компанией на протяжении 14 лет[140].
  - Сенат Аргентины одобрил ренационализацию крупнейшей нефтяной компании страны YPF, дочерней компании испанской Repsol[141].
  - Литературная премия Александра Солженицына присуждена писателю Олегу Павлову[142].
  - Индийская ракета-носитель вывела на орбиту спутник дистанционного зондирования Земли Risat-1[143].
- 27 апреля
  - Парламент Румынии вынес вотум недоверия правительству премьер-министра Михая Унгуряну[144]. Новое правительство поручено сформировать лидеру оппозиционной Социал-демократической партии Виктору Понте[145].
  - В Днепропетровске в разных местах города один за другим прогремело четыре взрыва, пострадало по меньшей мере 27 человек[146][147].
  - Посадка пилотируемого транспортного корабля Союз ТМА-22[148].
- 28 апреля
  - Президент Дмитрий Медведев подписал указ о досрочном увольнении губернатора Ярославской области Вахрукова Сергея Алексеевича[149].
  - Президент Дмитрий Медведев принял отставку губернатора Пермского края Олега Чиркунова. Временным губернатором назначен глава Минрегиона РФ Виктор Федорович Басаргин[150].
  - Саудовская Аравия отозвала посла в Египте и закрыла там свои посольство и консульства[151].
- 29 апреля
  - Черногория стала 154-м членом ВТО[152].
  - Вооружённые боевики совершили нападение на университет в Кано (Нигерия). Погиб 21 человек[153].
- 30 апреля
  - В Индии на реке Брахмапутра затонул паром[англ.], на котором находилось около 350 человек. 103 человека погибли, около 100 — пропали без вести, около 150 человек удалось спасти[154].